# کلمنت ویرگو
کلمنت ویرگو (انگلیسی: Clement Virgo؛ زادهٔ ۱ ژوئن ۱۹۶۶) کارگردان فیلم، تهیه‌کننده فیلم، فیلم‌نامه‌نویس و کارگردان تلویزیونی اهل کانادا است.
از فیلم‌ها یا مجموعه‌های تلویزیونی که وی در آن‌ها نقش داشته‌است، می‌توان به دامر – هیولا: داستان جفری دامر، امپراتوری، میلیاردها، گرین لیف، جرم آمریکایی، واژه ال، شنود، با من بخواب و گستاخ اشاره نمود.